# دستور كوريا الشمالية
الدستور الاشتراكي لجمهورية كوريا الديمقراطية الشعبية (باللغة الكورية: 조선민주주의인민공화국 사회주의헌법) هو دستور كوريا الشمالية. وافقت عليه الجمعية الشعبية العليا السادسة في دورتها الأولى المعقودة في 27 ديسمبر 1972، وجرى تعديله واستكماله في الأعوام 1998، و2009، و2012، و2013، و2016، ومرتين في عام 2019. حل هذا الدستور محل أول دستور للبلاد، الموافَق عليه في عام 1948.
يتألف الدستور من 7 أبواب و 171 مادة، ويقنن المبادئ الأساسية لكوريا الشمالية بشأن السياسة والاقتصاد والثقافة والدفاع الوطني، والحقوق والواجبات الأساسية لمواطني البلاد، وتنظيم حكومة كوريا الشمالية والرموز الوطنية للبلاد.
تخضع كوريا الشمالية أيضًا للمبادئ العشرة لإنشاء نظام أيديولوجي متآلف، يزعم البعض أنها تحل محل الدستور وتشكل في الواقع القانون الأعلى للبلاد.

## نبذة تاريخية

### دستور 1948
بدأت كوريا الشمالية بوضع دستورها الأول عقب انعقاد الجمعية التشريعية المؤقتة لكوريا الجنوبية في 12 ديسمبر 1946، والتي بدأت بوضع دستور مؤقت لكوريا الجنوبية، وعقب فشل تشكيل حكومة مؤقتة موحدة في كوريا بسبب انهيار اللجنة المشتركة بين الولايات المتحدة والاتحاد السوفيتي في 21 أكتوبر 1947.
في نوفمبر 1947، نظم مجلس الشعب في كوريا الشمالية لجنة مؤلفة من 31 عضوًا لسن دستور مؤقت. عُرض مشروع مسودة دستور مؤقت على مجلس الشعب في كوريا الشمالية في فبراير 1948، وتقرر تقديمه «للمناقشة عامة» في الفترة منذ 11 فبراير إلى 25 أبريل 1948.
في 10 يوليو 1948، اعتمد مجلس الشعب في كوريا الشمالية مشروع مسودة الدستور بوصفه دستور جمهورية كوريا الديمقراطية الشعبية، الذي أنجزنه الجمعية الشعبية العليا في جميع أنحاء شبه الجزيرة الكورية في 8 سبتمبر 1948.
وفقًا لأندريه لانكوف، قام جوزيف ستالين شخصيًا بتحرير دستور عام 1948 إلى جانب تيرنتي شتيكوف، زعيم الاحتلال السوفيتي لكوريا الشمالية، في موسكو، وقام المشرفون السوفييت في وقت لاحق بإعادة كتابة بعض مواده.
تألف دستور عام 1948 من 10 أبواب و104 مادة. قنن الدستور الإصلاحات التي يجري تنفيذها في كوريا الشمالية منذ إنشاء اللجنة الشعبية المؤقتة لكوريا الشمالية في عام 1946، مثل إصلاحات الأراضي، وتأميم الصناعات والموارد، وتوفير مختلف الحريات والحقوق للكوريين.
نص الدستور على أن الجمعية الشعبية العليا هي أعلى مؤسسة حكومية في كوريا الشمالية، وتتمتع بسلطات مختلفة مثل سن القوانين وانتخاب مجلس الوزراء والمحكمة العليا والمدعي العام. كُلِّفت اللجنة الدائمة للجمعية الشعبية العليا بممارسة سلطات الجمعية الشعبية العليا خلال فترة عطلتها، فضلًا عن تمثيل البلاد في العلاقات الخارجية. أُنشئ مجلس الوزراء ليكون أعلى مؤسسة تنفيذية، وعُين رئيسه رئيسًا للحكومة.
عُدل دستور عام 1948 خمس مرات، في أبريل 1954، وأكتوبر 1954، و1955، و1956، و1962.

### الدستور الاشتراكي
بدأت كوريا الشمالية في صياغة الدستور الاشتراكي الحالي بسبب الحاجة إلى تقنين السياسات الاشتراكية الآخذة في التوسع والتغيرات السياسية والاقتصادية والاجتماعية في البلاد، والتي لم يعد يجسدها دستور عام 1948.
نوقشت الحاجة إلى دستور جديد منذ منتصف ستينيات القرن العشرين. في سبعينيات القرن العشرين، أصبح وضع دستور جديد مسألة ملحة.
في 23 أكتوبر 1972، نُظمت لجنة لصياغة الدستور الاشتراكي خلال الجلسة العامة الخامسة للجنة المركزية الخامسة لحزب العمال الكوري. قال كيم إل سونغ في تقرير خلال الاجتماع إن هناك حاجة إلى تدوين «الثورة الاشتراكية والبناء» وإنجازاتهما في الدستور.
عُرض مشروع مسودة الدستور على الدورة الأولى للجمعية الشعبية العليا الخامسة، حيث قال كيم إل سونغ في كلمة ألقاها في أثناء الدورة المعقودة في 25 ديسمبر 1972:«واقعنا اليوم يتطلب، على نحو عاجل، وضع دستور اشتراكي جديد يرسخ، على نحو قانوني، الإنجازات العظيمة لشعبنا في الثورة الاشتراكية وفي بناء النظام الاشتراكي، ويضع مبادئ المجالات السياسية والاقتصادية والثقافية في المجتمع الاشتراكي».
اعتُمد الدستور الاشتراكي لجمهورية كوريا الديمقراطية الشعبية في الدورة الأولى للجمعية الشعبية العليا الخامسة في 27 ديسمبر 1972.
جاء في النص الأصلي للدستور الاشتراكي أن جمهورية كوريا الديمقراطية الشعبية «دولة اشتراكية مستقلة» تسترشد بفكرة جوتشي عن حزب العمال الكوري، التي وُصفت بأنها «تطبيق خلاق للماركسية اللينينية» على الوضع في كوريا الشمالية، وتقوم على العلاقات الاشتراكية المتمثلة في الإنتاج والاقتصاد المستقل. قنن الدستور أسلوب طريقة تشونغسانري بوصفها الأساس التي تقوم عليها جميع أنشطة البلاد، وقنن حركة تشوليما بوصفها الخط المركزي للبناء الاشتراكي. يؤسس الدستور لاقتصاد كوريا الشمالية باعتباره اقتصادًا مخططًا مركزيًا حقق التحول الصناعي ويُدار من خلال نظام العمل تايين. ينص الدستور على أن كوريا الشمالية تعمل على تنمية «الثقافة الوطنية الاشتراكية» التي تدرب الناس على بناء الاشتراكية والشيوعية.
أسس الدستور نظامًا حكوميًا جديدًا لكوريا الشمالية، يكون فيه الرئيس رئيسًا للدولة، والقائد الأعلى للقوات المسلحة، ورئيس لجنة الدفاع الوطني، ورئيس اللجنة الشعبية المركزية، وهي المؤسسة القيادية العليا الجديدة التي أُنشئت بموجب الدستور مع مجموعة واسعة من السلطات بشأن السياسة الداخلية. لا تزال الجمعية الشعبية العليا أعلى مؤسسة حكومية، وتتمتع بسلطة إصدار القوانين، وانتخاب الرئيس وأعضاء اللجنة الشعبية المركزية وأعضاء مجلس الإدارة ورئيس المحكمة المركزية والمدعي العام للنيابة العامة المركزية. انحصرت سلطات اللجنة الدائمة الجمعية الشعبية العليا في مجرد ممارسة سلطات الجمعية الشعبية العليا في أثناء عطلتها. اعتُمد مجلس الإدارة الذي يرأسه رئيس الوزراء والمكلف بتنفيذ سياسة الدولة بدلًا من مجلس الوزراء.
جرى تعديل الدستور الاشتراكي لجمهورية كوريا الديمقراطية الشعبية ثماني مرات في الأعوام 1992، و1998، و2009، و2010، و2012، و2013، و2016، و2019.

## بنية الدستور
يتألف الدستور الاشتراكي لجمهورية كوريا الديمقراطية الشعبية من ديباجة و171 مادة، منظمة في 7 أبواب اعتبارًا من 11 أبريل 2019. يُعتبر الدستور فريدًا من نوعه لأنه يجمع بين النزعات الاشتراكية والقومية، فضلًا عن الإشارة إلى إيديولوجية جوتشي في البلاد.

### التعديلات
وفقًا للمادة 97 من الفصل 1 للباب 6 من الدستور الاشتراكي لجمهورية كوريا الديمقراطية الشعبية، يمكن تعديل الدستور بموافقة أكثر من ثلثي مجموع عدد النواب في الجمعية الشعبية العليا.
منذ اعتماد الدستور الاشتراكي في عام 1972، جرى تعديله ثماني مرات في الأعوام 1992، و1998، و2009، و2010، و2012، و2013، و2016، و2019. عادة ما تُعتبر التعديلات على دستور كوريا الشمالية دستورًا جديدًا تمامًا، نظرًا إلى حجم التغييرات التي أُجريت على الوثيقة الأصلية.